# Wolfgang Sitte
Wolfgang Sitte (* 12. Dezember 1925 in Wien; † 16. Juni 2006 in Salzburg) war ein österreichischer Geograph und Didaktiker des Unterrichtsgegenstandes Geographie und Wirtschaftskunde.

## Leben
Wolfgang Sitte wurde als zweiter Sohn in einer Beamtenfamilie in Wien geboren. Sein Vater Josef, dritter Sohn (und 4 älteren Schwestern) eines aus Kirchberg am Walde / Waldviertel stammenden Kupferschmieds (der seinerseits aus Christophsgrund östlich von Reichenberg/Liberec stammte und 1867 ins nördliche Niederösterreich geheiratet hatte) war nach der Jahrhundertwende nach Wien gezogen. Seine Mutter war die in Ustroń / österreichisch Schlesien geborene Tochter eines ebenfalls später nach Wien gezogenen Beamten der Nordbahn. Sitte besuchte in Wien (wie schon sein Bruder Karl) zunächst das in unmittelbarer Wohnsitznähe gelegene Schottengymnasium, nach dessen Auflösung 1938 dann das (staatliche) Piaristengymnasium in Wien VIII. Nach Kriegsdienst, Verwundung und Kriegsgefangenschaft in den Rheinwiesenlagern und danach in Frankreich, von wo er erst 1946 heimkehrte, begann er auch aufgrund dieser Erlebnisse (sein älterer Bruder Karl war 1942 in Russland gefallen) an der Universität Wien ein Geschichtsstudium. Daneben belegte der begeisterte Bergsteiger die Fächer Geographie und Geologie. Sein Studium schloss er mit der Lehramtsprüfung (Magisterium) ab. Er hielt aber auch danach – bei der Arbeit an einer glazialmophologischen Dissertation über das Kaisergebirge – noch weiter Kontakt mit dem Geographischen Institut der Universität Wien.

## Wirken als Geograph
Es folgte ab 1952 eine Lehrtätigkeit an verschiedenen Gymnasien in Wien. Daneben beschäftigte sich Sitte mit Unterrichtsmethodik, da er neben seiner späteren Stammanstalt Gymnasium Stubenbastei auch Stunden an einer Lehrerbildungsanstalt in Wien XVIII hatte. Ende der 1960er Jahre holte ihn der Geograph Hans Bobek für die Lehrveranstaltungen zur Wirtschaftskunde und zur Methodik des Geographie-und-Wirtschaftskunde-Unterrichts an das Institut für Geographie der Universität Wien. Sitte gestaltete diese Nebenfachlehrveranstaltung zu den ersten Lehrveranstaltungen für Fachdidaktik Geographie und Wirtschaftskunde (GW) in Österreich um. Später wurde er auch zu verschiedenen Fachdidaktik-Lehrveranstaltungen an die Institute für Geographie an der Universität Salzburg, und bei der Gründungsphase des Instituts auch an die Universität Klagenfurt geholt.  Ab 1972 lehrte er bis zu seiner Pensionierung als Professor (LPA) an der Pädagogischen Akademie (heute PH) des Bundes in Wien X. In dieser Funktion war er auch in verschiedenen Lehrplanarbeitsgruppen tätig. Der S I GW-Lehrplan 1985 in Österreich wurde größtenteils von ihm konzipiert. Dieser Lehrplan leitete in Österreich den Paradigmenwechsel zu GW ein. Einflüsse seiner Schriften sind aber auch bei späteren S II Lehrplänen (etwa 1989) feststellbar. An Uni und PädAk bildete er eine ganze Generation von danach bis heute wirkenden Fachdidaktikern aus, wie etwa Christian Fridrich, Alfons Koller oder Maria Hofmann-Schneller u. a.
1978 gründete er die wichtigste österreichische Zeitschrift für Fachdidaktik des Unterrichtsgegenstandes „GW-UNTERRICHT“. Sittes Schrifttum ist in ihrem online-Inhaltsverzeichnis zum Teil dokumentiert. Schon vorher (ab 1963, Heft 8) war er von seinem Kollegen Walter Kranzer in die Lehrerfortbildungszeitschrift des Unterrichtsministeriums für S II Lehrer, den „Wissenschaftlichen Nachrichten“ als Spartenherausgeber des Abschnitts „Wirtschafts- und Sozialgeographie“ geholt worden. Bis Heft 131/2006 (vgl. ebenda S. 52) war er dort für diesen Abschnitt zuständig und verfasste darin eine lange Reihe von Beiträgen auch selber.
Mitte der 1970er Jahre initiierte er mit dem damaligen Studienassistenten Helmut Wohlschlägl die ersten Seminare in Fachdidaktik an einem österreichischen Universitätsinstitut. Es entstand daraus das Buch „Schulgeographie im Wandel“ Wien 1975, das die Grundlage legte für die von ihm maßgeblich initiierte spätere Reformphase des Unterrichtsgegenstandes GW in Österreich, die gerade auch durch seine Zeitschrift GW-UNTERRICHT eine breite Diskussionsplattform bekam (die heutigen Reformen in dieser Ausführlichkeit zu innovativen Anwendungsideen und einer breiten Teilnahme der Lehrerschaft leider fehlt).
An der Universität Wien gab er dann 2001 – wiederum gemeinsam mit dem inzwischen als Universitätsprofessor für Fachdidaktik zuständigen Helmut Wohlschlägl – ein eigenes „Handbuch zu GW in Österreich“ heraus, das später auch online verfügbar gemacht wurde, heute noch gedruckt im Verlag Manz erscheint.
Daneben war Wolfgang Sitte auch als Schulbuchautor und in der Lehrerfortbildung tätig. Unter anderem initiierte er die gemeinsam mit Josef Strobl und Alfons Koller zu Ostern an der Universität Salzburg veranstalteten Geoinformatikseminare. Er war beteiligt bei der Ausrichtung des 21. Deutschen Schulgeographentages in Salzburg 1988 und des 28. Deutschen Geographentags September 2002 in Wien, wo er auch jeweils eine Arbeitsgruppe leitete.
2006 bekam er von der Universität Salzburg für sein langjähriges Wirken die Ehrendoktorwürde. Für sein Lebenswerk bekam er in diesem Jahr auch von der Österreichischen Geographischen Gesellschaft die Ehrenmitgliedschaft verliehen. In seinen letzten Lebenswochen verfasste er noch in seiner Zeitschrift eine Zusammenschau der in den „Mitteilungen der Österreichischen Geographischen Gesellschaft“ erschienenen Beiträge zur Entwicklung des Unterrichtsgegenstandes in Österreich. Begraben ist Wolfgang Sitte am Stadtfriedhof in Baden bei Wien.

## Beispiele Wolfgang Sittes Schulbuchinovationen
- W.S. gemeinsam mit Altrichter-Klimpt-Schausberger (1.A 1972): Materialien zur Politischen Weltkunde. 8.Klasse AHS-Oberstufe, ÖBV Wien Kapitel Bevölkerung – S. 12–34 (Memento vom 4. April 2016 im Internet Archive)  und Kapitel Dritte Welt – S. 38–50 (Memento vom 21. Januar 2022 im Internet Archive)
- W.S. gem. mit Antoni u. a. (1978): gw6 – Materialien zum Schulversuch (=der den themenorientierten Lehrplan 1985 vorbereitete) Kap.2 & 3 (Memento vom 7. Februar 2022 im Internet Archive)
- W.S gem. mit Hofmann-Schneller, Graf u. a. (1986): Leben und Wirtschaften Teile aus Band 1. Klasse Unterstufe AHS und Hauptschule (Memento vom 5. Juni 2022 im Internet Archive)
- W.S. gem. mit Kramer, Malcik, Zach (1993): Raum-Gesellschaft-Wirtschaft. 8.Klasse AHS-Oberstufe. Hoelzel Wien das von W.Sitte in den LP 1989 hineingebrachte Kapitel Wahrnehmungsgeographie (Memento vom 5. Juni 2022 im Internet Archive) - und  Teil 2  mit erläuternden Lehrerhandbuchseiten (Memento vom 5. Juni 2022 im Internet Archive)